# 안심로 (논산시)
안심로(Ansim-ro)는 충청남도 논산시 연무읍 연무삼거리 에서 충청남도 논산시 은진면 토양삼거리 를 잇는 도로이다.

## 주요 경유지
충청남도
- 논산시 (연무읍 . 은진면)

## 노선
| 이름       | 접속 노선                        | 소재지 | 소재지 | 비고 |
| ---------- | -------------------------------- | ------ | ------ | ---- |
| 연무삼거리 | 국도 제1호선 (득안대로)          | 논산시 | 연무읍 |      |
| 연무사거리 | 연무로                           | 논산시 | 연무읍 |      |
| (이름없음) | 국가지원지방도 제68호선 (동안로) | 논산시 | 연무읍 |      |
| 토양삼거리 | 국도 제1호선 (득안대로)          | 논산시 | 은진면 |      |

## 주요 시설및 건물
- SK에너지 연무농협주유소 (안심로 16/안심리 85-7)
- 농협 연무농협하나로마트 본점 (안심로 33/안심리 78)
- 연무읍행정복지센터 (안심로 50/마산리 700-1)
- 논산연무우체국 (안심로 52/마산리 700-8)
- 농협 연무지점 (안심로 79/안심리 77-7)
- 신협 연무신협 본점 (안심로 102/마산리 701-1)
- 메가MGC커피 연무대점 (안심로 134/동산리 901-1)
- 베스킨라빈스 논산연무점 (안심로 136/동산리 902-4)
- 연무대고속터미널 (안심로 143/안심리 1125-27)
- 롯데리아 논산연무점 (안심로 152/동산리 903-40)
- GS칼텍스 원주유소 (안심로 224/안심리 1065-13)
- CU 연무월야점 (안심로 252/안심리 1065-39)